# 아라라트 (2002년 영화)
《아라라트》(Ararat)는 2002년 개봉한 캐나다, 프랑스의 역사 드라마 영화이다. 애텀 이고이언이 감독과 각본을 맡았다. 제23회 지니상(2002) 작품상을 포함한 5개 부문 수상작이다.

## 출연

### 주연
- 데이빗 엘페이
- 찰스 아즈나버

### 조연
- 에릭 보고시안
- 브렌트 카버
- 마리 조지 크로즈
- 브루스 그린우드
- 아시니 칸지안
- 엘리어스 코티스
- 크리스토퍼 플러머
- 시몬 압카리언
- 라울 바네자

## 기타
- 공동제작: 산드라 커닝햄
- 협력프로듀서: 줄리아 로젠버그
- 협력프로듀서: 사이먼 어들
- 미술: 필립 바커
- 의상: 베스 패스터낵
- 배역: 존 부챈